# Justice Christopher
Justice Christopher (24. prosince 1981 Jos – 9. března 2022 Jos) byl nigerijský fotbalista, záložník.

## Fotbalová kariéra
Na klubové úrovni hrál v Nigérii za Katsina United FC, Rivers United FC a Bendel Insurance FC a dále v Belgii za Royal Antwerp FC, v Bulharsku za PFK Levski Sofia, ve Švédsku za Trelleborgs FF, v Rusku za PFK Alanija Vladikavkaz, v Dánsku za Herfølge BK a v Japonsku za Nasarawa United FC. S PFK Levski Sofia vyhrál v roce 2003 bulharský fotbalový pohár. V kvalifikaci Ligy mistrů UEFA nastoupil v 1 utkání a v Evropské lize UEFA nastoupil v 1 utkání.Za reprezentaci Nigérie nastoupil v letech 2001–2002 celkem v 11 reprezentačních utkáních. Byl členem reprezentace Nigérie na Mistrovství světa ve fotbale 2002, nastoupil ve 3 utkáních.

## Ligová bilance
| Ročník                              | Zápasy | Góly | Klub                       |
| ----------------------------------- | ------ | ---- | -------------------------- |
| Jupiler Pro League 2001/02          | 14     | 1    | Royal Antwerp FC           |
| 1. bulharská fotbalová liga 2002/03 | 2      | 0    | PFK Levski Sofia           |
| Fotbollsallsvenskan 2004            | 13     | 0    | Trelleborgs FF             |
| Ruská Premier Liga 2005             | 5      | 0    | PFK Alanija Vladikavkaz FF |
| CELKEM Jupiler Pro League           | 14     | 1    |                            |
| CELKEM 1. bulharská fotbalová liga  | 2      | 0    |                            |
| CELKEM Fotbollsallsvenskan          | 13     | 0    |                            |
| CELKEM Ruská Premier Liga           | 5      | 0    |                            |